# Suhopolje
 Suhopolje  è un comune della Croazia di 7 524 abitanti della regione di Virovitica e della Podravina.